# Pichidegua
Pichidegua (del mapudungun: pichi dewü ‘pequeños degús’) es una comuna de la zona central de Chile, en la provincia de Cachapoal, en la región del Libertador General Bernardo O'Higgins. Pichidegua limita al norte con las comunas de Peumo y Las Cabras, al este con San Vicente de Tagua Tagua, al sur con Peralillo y Palmilla, y al oeste con Marchigüe y La Estrella.
Integra junto con las comunas de Peumo, Chimbarongo, San Vicente de Tagua Tagua, San Fernando y Las Cabras el distrito electoral N.° 34 y pertenece a la 9.ª circunscripción senatorial (O'Higgins).

## Historia

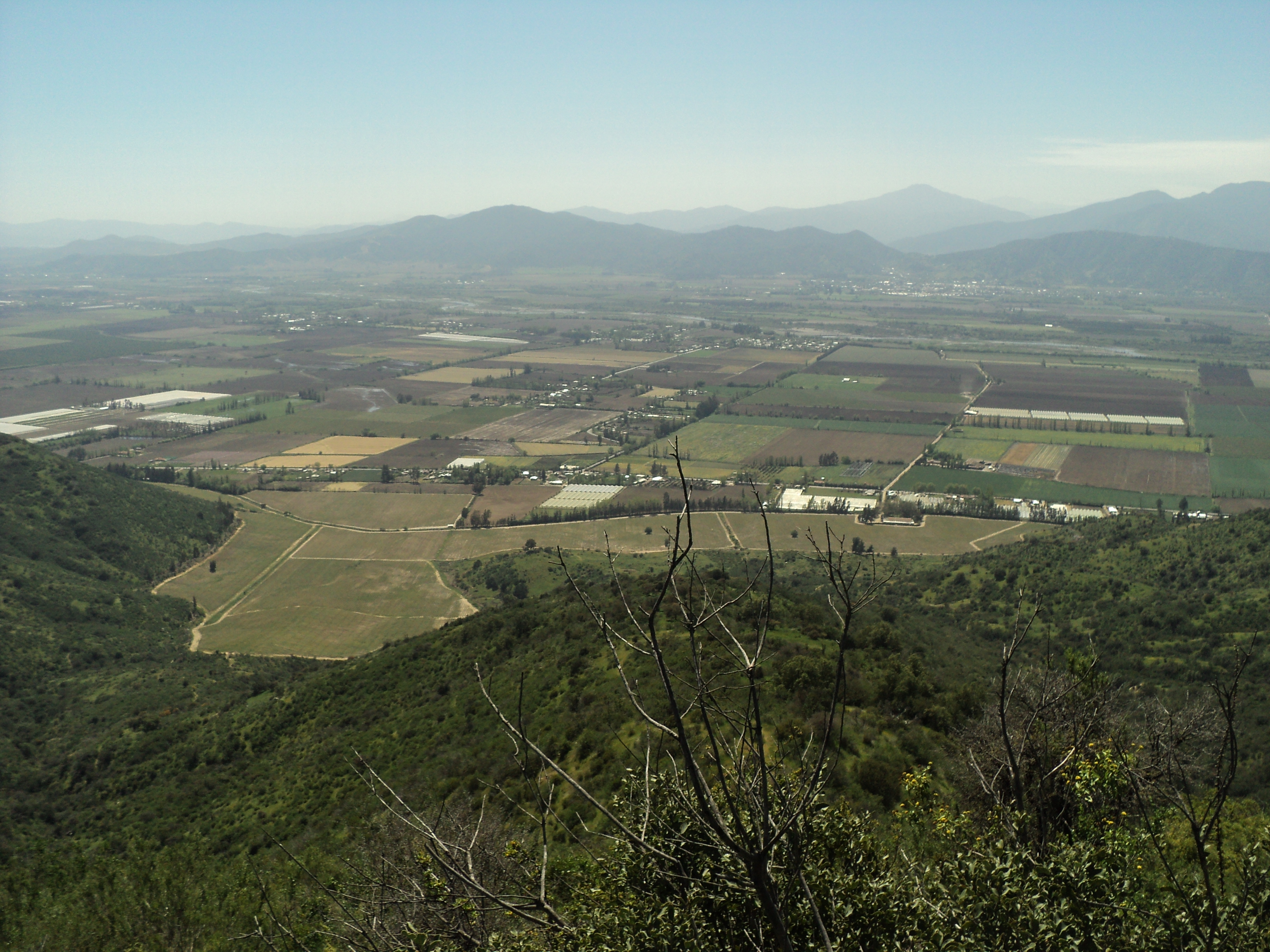
Vista del valle del río Cachapoal en la comuna de Pichidegua

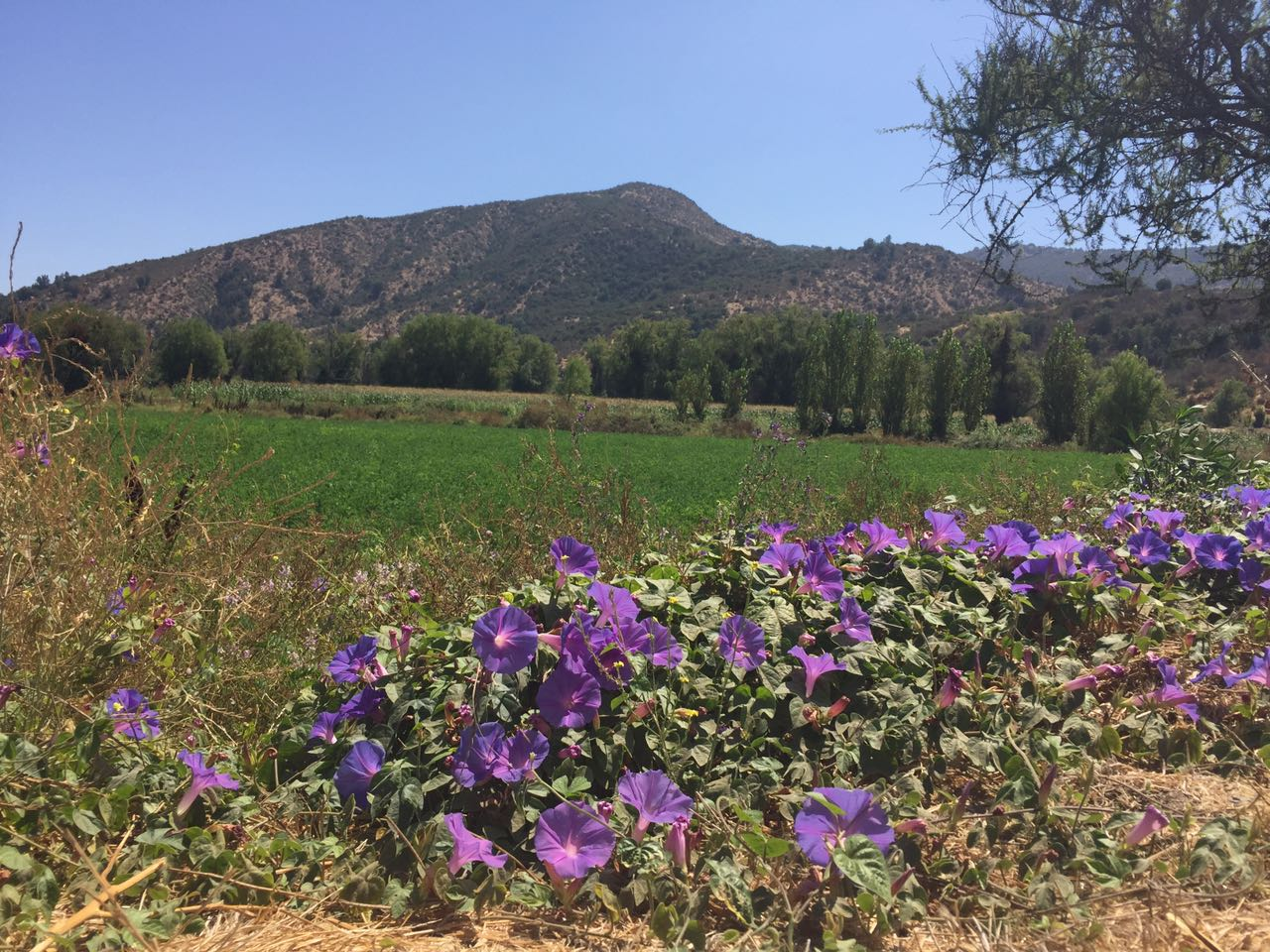
Paisaje rural cerca de la localidad de Almahue, en Pichidegua

Los primeros antecedentes de la comuna tienen origen el 9 de julio de 1593 cuando el entonces Gobernador del Reino y Provincias de Chile, capitán general Mayor y Caballero de la Orden de Calatrava Martín García Óñez de Loyola nombra a Álvaro de Villagra (hijo de Francisco de Villagra), como Corregidor y alcalde de Minas para varios poblados de la zona en que incluye el poblado de Pichidegua.
Francisco Astaburoaga en 1899 en su Diccionario Geográfico de la República de Chile : 549  escribió sobre el lugar:

Pichidegua.-—Aldea del departamento de Caupolicán situada por los 34º 22' Lat. y 71º 19' Lon. y á unos 40 kilómetros al O. de Rengo, su capital; deja próximas al E. la aldea de Taguatagua y la villa de Peumo, en la ribera derecha del rio Cachapual, hallándose ella asentada cerca de la del sur ó izquierda en medio de terrenos planos y cultivados. Es asiento de parroquia y de municipio el cual comprende el territorio de la subdelegación de su título y el de la de Huique. La pueblan 695 habitantes y contiene una iglesia, escuela gratuita y oficinas de correo y de registro civil. El nombre viene de pichi, pequeño, y de la alteración de deuy, ratón del campo.

El geógrafo Luis Risopatrón describe a Pichidegua como una ‘aldea’ en su libro Diccionario Jeográfico de Chile en el año 1924: : 665 

Pichidegua (Aldea). 34° 21' 71° 20'. Es de corto caserío, cuenta con servicio de correos, rejistro civil i escuelas públicas i se encuentra asentada en medio de terrenos planos i cultivados, en la márjen. W del curso inferior del rio Cachapoal.

La comuna de Pichidegua se creó por Decreto Supremo, de fecha 22 de diciembre de 1891.
Su primer alcalde fue Don Eliseo García Munita y su actual alcalde es Adolfo Cerón González.

## Medio ambiente

### Geomorfología y componentes abióticos

Trazado simplificado de los ecosistemas y cuerpos de agua presentes en la comuna de Pichidegua.

La comuna de Pichidegua se encuentra emplazada en las unidades geomorfológicas de Llanos de sedimentación fluvial o aluvional y Cordillera de la costa; y presenta según la clasificación climática de Köppen clima mediterráneo de lluvia invernal (Csb). Debido a la cercanía del lago Rapel y el río Cachapoal, la comuna de Pichidegua cuenta con un microclima propicio para la agricultura, ya que al estar contenido en un valle compuestos por la cadena de cerros de la comuna de Las Cabras y los de Pichidegua la humedad y calor se mantiene en un nivel que hace de las tierras cercanas al río un terreno fértil, lo cual le da un gran valor agrícola a la zona del cachapoal correspondiente a la comuna.
Esta comuna además se halla en la cuenca hidrográfica de río Rapel. Además, la comuna posee diversos cuerpos de agua, entre los que se destacan el río Tinguiririca.

### Componentes bióticos
Dentro del territorio de la comuna se pueden hallar los siguientes ecosistemas:
- Bosque esclerófilo mediterráneo andino donde predominan Quillaja saponaria y Lithrea caustica (Vulnerable)
- Bosque esclerófilo mediterráneo interior donde predominan Lithrea caustica y Peumus boldus (En peligro)
- Bosque espinoso mediterráneo costero donde predominan Acacia caven y Maytenus boaria (Vulnerable)

### Medidas de protección ambiental y conflictos socioambientales
Hasta 2022, la comuna de Pichidegua cuenta con un área territorial destinada a la protección ambiental:
- Cordillera de la costa Valle Central (Sitios ERB)[15]

## Demografía
La comuna de Pichidegua abarca una superficie de 320,02 km² y una población de 17 756 habitantes (INE 2002), correspondientes a un 2,03 % de la población total de la región y una densidad de 55,49 hab/km². Del total de la población, 8548 son mujeres (48.14 %) y 9208 son hombres (51,86 %). Un 72,04%  (12.791 háb.) corresponde a población rural, y un 27,96% (4.965 hábs.) corresponde a población urbana.

### Localidades
Sus principales localidades son: Pichidegua Centro, Mal Paso de Pichidegua, Mal Paso de Larmahue, Lo Ahumada, Almahue Viejo, Portezuelo de Larmahue, La Católica, Lo Argentina, El Salto, El Salto Cerro, Los Yuyos, Unión de Almahue, Santa Amelia, Casas Viejas, Sector Camarones, Caleuche, San Luis, El Toco, Pataguas Cerro, Pataguas Orillas, Las Juntas, Toco Chico, San José de Marchigue, Los Romos La Pedrina, La Torina; lugares que poseen típicos paisajes campesinos de la zona central del país.

## Administración

### Municipalidad
La Ilustre Municipalidad de Pichidegua es dirigida por el alcalde Rubén Adolfo Cerón González (Ind.), el cual es asesorado por los concejales:
- Eduardo Enrique Flores Urrutia (Ind./FA)
- Francisco Andrés Reyes Guerrero (Ind./FA)
- Marie Jeanne Lyon Amand de Mendieta (UDI)
- Miguel Ignacio Araya Aliaga (Ind./DC)
- Oscar Antonio Cuevas Gutiérrez (Ind./FA)
- Luis Saavedra Baeza (Ind./PPD)

### Representación parlamentaria
Pichidegua pertenece al distrito electoral N.º 16 y a la 8.ª circunscripción senatorial (O'Higgins). Es representada en la Cámara de Diputados del Congreso Nacional por los diputados Alejandra Sepúlveda Orbenes (FRVS), Ramón Barros Montero (UDI), Cosme Mellado Pino (PR) y Virginia Troncoso Hellman (Ind./Ex-UDI) A su vez, es representada en el Senado por los senadores Juan Pablo Letelier Morel del PS y Alejandro García-Huidobro Sanfuentes de la UDI.

## Economía
La comuna cuenta con amplias zonas que dan cuenta de la alta capacidad para trabajar en labores agrícolas que destacan en la zona, contando con una superficie total de 90,34% que es destinada para labores agropecuarias.
Cuenta también con una gran población de cerdos dentro de la comuna con un total de 158.885 cabezas de este animal que da trabajo en algunos sectores de la comuna, que destacan entre ellos la faenadora MaxAgro.
También es reconocida la comuna por tener muchas viñas, parras, maíz, choclo, sandías, melones, manzanas, naranjas, limones, paltas, arándanos, viveros de flores, alcachofas, que dan trabajo a gran parte de la comunidad como también a trabajadores de faenas temporales en tiempos de verano por cosechas.

## Cultura
Durante los primeros días de mayo, en Pichidegua se realiza una Fiesta de la Vendimia, en el molino de Santa Amelia, una histórica infraestructura que alberga historias desde la época de la Hacienda, donde participan las principales viñas del valle de Almahue: viñas Alchemy, Clos de Luz, Vial Concha, Los Cardos y Viña Rosario.